# Sandy Bay (Gibraltar)

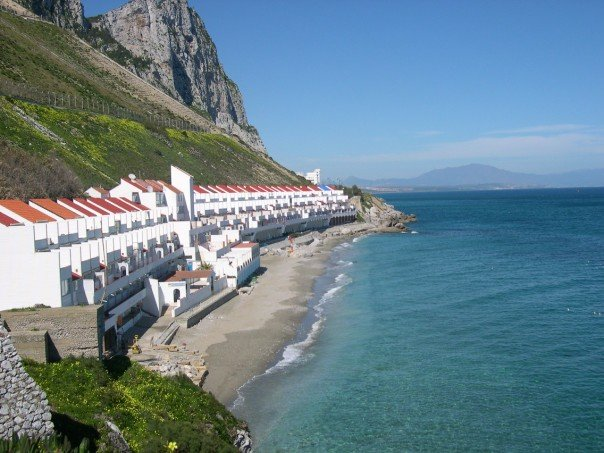
Sandy Bay, an der Ostküste Gibraltars; Blick nach Norden mit Spaniens Costa del Sol im Hintergrund

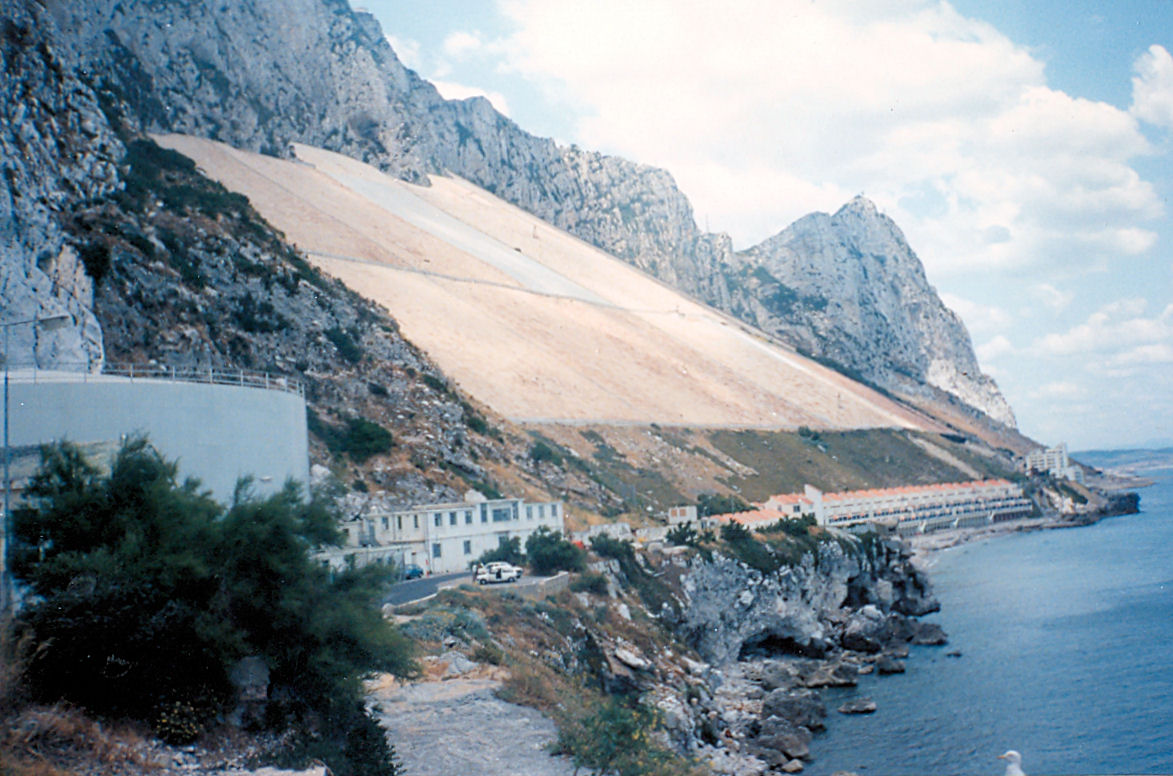
Die Ostseite des Felsens von Gibraltar mit der ehemaligen Wassergewinnungsfläche

Sandy Bay ist eine kleine Bucht in Gibraltar. Sie liegt auf der dünnbesiedelten Ostseite des Felsens von Gibraltar. Eine Straße führt vom Norden über Catalan Bay nach Sandy Bay und seit November 2010 auch wieder durch einen Tunnel zum Europa Point, der Südspitze Gibraltars.
Die Siedlung von Sandy Bay besteht praktisch aus einer einzigen, weißgetünchten Häuserzeile am Mittelmeer. Auf der gleichmäßig abfallenden Sanddüne oberhalb des Dorfes waren bis 2001 große Anlagen zur Wasserfassung installiert. Das Wasser wurde gesammelt und in Bunkern im Innern des Felsens gespeichert. Als sie nicht mehr benötigt wurde, wurde die Wasserfassungsanlage von Naturschützern abgebaut und das Gelände wieder in den ursprünglichen Zustand zurückversetzt. Auf der Düne findet sich die Buschvegetation der trockenen Mittelmeergebiete.
Koordinaten: 36° 7′ 52″ N, 5° 20′ 29″ W